# Robinsonia similis
Robinsonia similis là một loài bướm đêm thuộc phân họ Arctiinae, họ Erebidae.